# کویناوا
کویناوا (به لاتین: Koinawa) یک منطقهٔ مسکونی در کیریباتی است. کویناوا ۳۱۲ نفر جمعیت دارد.